# Васильєво (Великоустюзький район)
Васи́льєво (рос. Васильево) — присілок у складі Великоустюзького району Вологодської області, Росія. Входить до складу Теплогорського сільського поселення.

## Населення
Населення — 11 осіб (2010; 19 у 2002).
Національний склад (станом на 2002 рік):
- росіяни — 100 %